# Missatge a la Reina Regent
El Missatge a la Reina Regent (Barcelona, 1888) va ésser un document signat per 2.601 persones d'arreu de Catalunya dirigit a la reina regent Maria Cristina en el qual es demanava autonomia per a Catalunya.
Fou redactat per Àngel Guimerà, d'acord amb els punts programàtics de la Lliga de Catalunya o, millor expressat, dels principis propugnats pel grup de La Renaixensa.
És un text que, des d'uns enunciats conservadors i amb moltes referències medievals, defensa la sobirania de la nació catalana enquadrada en un model confederal com el d'Àustria-Hongria, on Catalunya havia de recuperar les llibertats perdudes i, conseqüentment, assolir un alt grau d'autonomia.
Entre els requeriments més específics, vindica l'oficialitat del català, l'ensenyament en la mateixa llengua, la defensa del dret civil i un exèrcit de voluntaris. També rebutja totalment el sistema de partits polítics imperant aleshores per la seua manca de representativitat.
Dins la seua època, i sobre la "problemàtica catalana", és un document radical, que fins i tot diferents sectors de la societat catalana -com ara la gent que es movia en l'entorn d'Almirall, Joan Mañé i Flaquer o La España Regional- acusaren de separatista.
Des de Madrid fou refusat completament i, sense que se'n derivés cap efecte concret, va contribuir a enfortir el moviment catalanista.

## Alguns signants d'aquest document
- Josep Aranyó i Aranyó (1864-1914): fabricant i propietari.
- Manuel Folguera i Duran (1867-1951): enginyer industrial i constructor de maquinària.
- Antoni Maria de Font i de Boter (1860-1894): hisendat.
- Joan Gatell i Folch (1829-1902): enginyer i propietari.
- Josep Marsal i Gaya (1830-1901): notari i propietari.
- Francesc Martí i Martí (1856-1913): hisendat i president de la Cambra Agrícola de Tarragona.
- Cels Surroca i Salvador (1843-1912): metge.
- Ignasi de Castellarnau i Casimiro (1842-1906): terratinent i delegat a l'assemblea de Manresa
- Jaume Baltasar Matas (1850-1922): metge cirurgià.